# Скнятино (железнодорожная станция)
Скнятино — остановочный пункт / пассажирская платформа Октябрьской железной дороги на линии Москва — Сонково в одноимённой деревне Калязинского района Тверской области. Проходит железнодорожная ветка Савёлово — Калязин-Пассажирский, на этом участке линия однопутная неэлектрифицированная.
В Скнятино останавливаются поезд дальнего следования № 602Я «Москва-Рыбинск» и местные поезда Савёлово — Сонково и Савёлово — Углич.
Ранее в Скнятино существовал железнодорожный вокзал (станция). В 1997 году был разобран железнодорожный разъезд станции и закрыт вокзал, который до 2001 года был заколочен и постепенно разрушался. В 2001 году вокзал сгорел.
Соседние станции (ТР4):	 	050419 Стрельчиха и  	 	050438 Новокатово